# Johann Pregesbauer
Johann Pregesbauer (Bécs, 1958. június 8. –) válogatott osztrák labdarúgó, hátvéd.

## Pályafutása

### Klubcsapatban
1974 és 1986 között a Rapid Wien labdarúgója volt, ahol két bajnoki címet és négy osztrák kupagyőzelmet ért el az együttessel. Tagja volt az 1984–85-ös idényben KEK-döntős csapatnak.

### A válogatottban
1980 és 1984 között tíz alkalommal szerepelt az osztrák válogatottban. Tagja volt az 1982-es spanyolországi világbajnokságon részt vevő csapatnak.

## Sikerei, díjai
Rapid Wien
- Osztrák bajnokság
  - bajnok (2): 1981–82, 1982–83
- Osztrák kupa
  - győztes (4): 1976, 1983, 1984, 1985
- Kupagyőztesek Európa-kupája (KEK)
  - döntős: 1984–85